# Guldenroedeknoopvlekje
Het guldenroedeknoopvlekje (Eucosma aemulana) is een vlinder uit de familie bladrollers (Tortricidae). De wetenschappelijke naam is voor het eerst geldig gepubliceerd in 1849 door Schlager.
De soort komt voor in Europa.